# Hongrie aux Jeux olympiques d'hiver de 1948
Cet article contient des informations sur la participation et les résultats de la Hongrie aux Jeux olympiques d'hiver de 1948 à Saint-Moritz en Suisse. La Hongrie était représentée par 22 athlètes. 
La délégation hongroise a récolté 1 médaille d'argent. Elle a terminé au 11e rang du classement des médailles, à égalité avec la Tchécoslovaquie.

## Médaille
| Médaille                           | Nom                       | Sport               | Compétition |
| ---------------------------------- | ------------------------- | ------------------- | ----------- |
| Médaille d'argent, Jeux olympiques | Andrea Kékessy Ede Király | Patinage artistique | Couples     |